# Softie
Softie (von engl. soft, weich) ist eine häufig stereotype und abwertende Bezeichnung für einen Mann, der nicht einem klassischen Bild von Männlichkeit entspricht, sondern Eigenschaften oder Verhaltensweisen aufweist, die im traditionellen Rollenverständnis eher als Attribute von Weiblichkeit gelten. Softie gilt als Gegenbegriff zu Macho.

## Geschichte
Der Anglizismus Softie wird im deutschsprachigen Raum seit den 1970er Jahren verwendet. Damit werden vorwiegend solche Männer bezeichnet, die Männern zugeschriebene Eigenschaften wie Härte, Stärke oder Strenge nicht besitzen oder diese ablehnen. Darüber hinaus werden auch Personen als Softies bezeichnet, die als sensibel, nachgiebig und gemäßigt gelten.
Ebenso gelten Musiker oder Schauspieler, die entsprechende Rollen annehmen, oft als Softies: So verkörpert etwa Hugh Grant häufig Figuren, die diesem Klischee entsprechen, zum Beispiel in Vier Hochzeiten und ein Todesfall oder in Notting Hill.

## Varia
Die Bezeichnung Softie beziehungsweise Softi wird auch als Produktbezeichnung für Hygiene Artikel, Backwaren und Süßigkeiten verwendet.